# دن دریسکول
دن دریسکول (انگلیسی: Daniel P. Driscoll؛ زادهٔ ۱۹۸۵) وکیل و سیاست‌مدار اهل ایالات متحده آمریکا است، که از فوریه ۲۰۲۵ به‌عنوان بیست و ششمین وزیر ارتش ایالات متحده آمریکا فعالیت می‌کند، همچنین از آوریل ۲۰۲۵ سرپرست اداره مشروبات الکلی، دخانیات، سلاح‌های گرم و مواد منفجره است.
دریسکول دانش‌آموخته کارشناسی ارشد مدیریت اجرایی از دانشگاه کارولینای شمالی در چپل هیل و دکتری حقوق از دانشگاه ییل است و فعالیت نظامی را از سال ۲۰۰۷ در نیروی زمینی ایالات متحده آمریکا آغاز کرد. او در جنگ عراق به‌عنوان عضو لشکر ۱۰ کوهستان حضور داشت. وی در دانشگاه ییل با جی‌دی ونس و جیک سالیوان همکلاس بود.